# اوتورینو باراسی

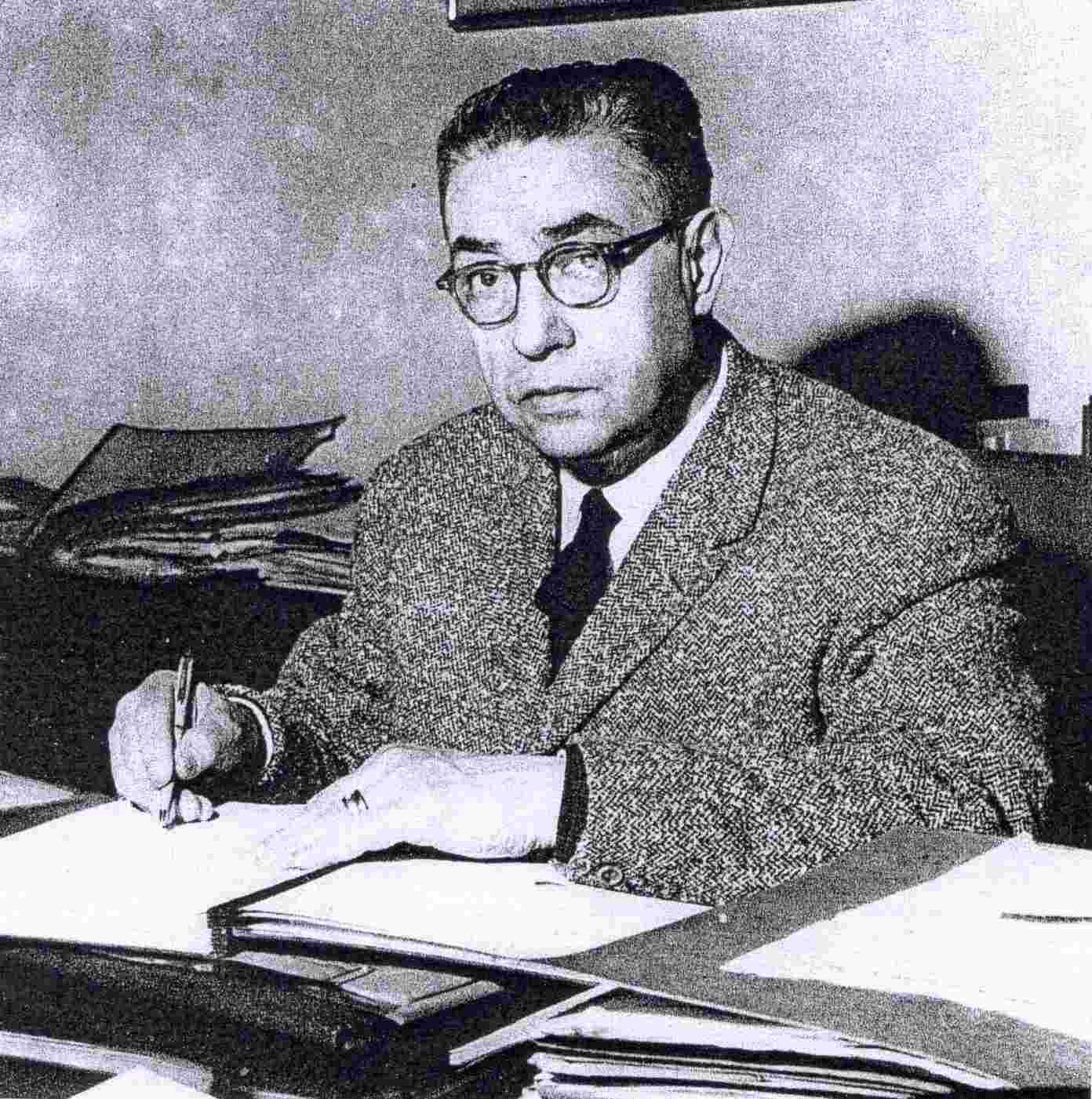
اوتورینو باراسی - ۱۹۵۴

اوتورینو باراسی (به انگلیسی: Ottorino Barassi) زندگی در (۵ اکتبر ۱۸۹۸ – ۲۴ نوامبر ۱۹۷۱) یکی از مقام‌های ورزشی اهل ایتالیا بود که در فیفا فعالیت داشت. او طی جنگ جهانی دوم، جایزه جام جهانی فوتبال را پنهان کرد و مانع افتادن آن به‌دست آلمان نازی شد.